# ANSI.SYS
ANSI.SYS یک گرداننده دستگاه در خانوادهٔ سیستم‌عامل‌های داس است که قابلیت‌های اضافی کنسولی را از طریق رشته‌های ANSI escape code فراهم می‌کند.